# Guidon Sprinter Club de Blagnac Vélo Sport 31
Le Guidon Sprinter Club de Blagnac Vélo Sport 31 (GSC Blagnac Vélo Sport 31) est un club de cyclisme basé en à Blagnac en région Midi-Pyrénées en France. Il fait partie de la Division nationale 1 de la Fédération française de cyclisme en cyclisme sur route depuis 2015. Il fut créé en 1897. Le président est Gaëtan Prime.

## Histoire de l'équipe
Le club a été créé en 1897 sous le nom de Guidon Saint Cyprien jusqu'en 1978 puis a continué avec Guidon Saint Cyprien Blagnac (GSC Blagnac) comme nomination de 1979 à 2012. Depuis 2013 l'équipe porte le nom de Guidon Sprinter Club de Blagnac Vélo Sport 31 (GSC Blagnac Vélo Sport 31).

## GSC Blagnac Vélo Sport 31 en 2017[1]

### Effectif
| Cycliste | Date de naissance | Nationalité | Équipe 2016 |
| -------- | ----------------- | ----------- | ----------- |

### Victoires
| Date | Course | Pays | Classe | Vainqueur |
| ---- | ------ | ---- | ------ | --------- |

## Anciens coureurs
- Laurent Jalabert
- Christophe Dupouey
- Nicolas Portal
- Mathieu Perget
- Yukiya Arashiro
- Blel Kadri
- Romain Sicard
- Alexandre Geniez
- Anthony Perez
- Guillermo Lana
- Pierre Cazaux
- Julien Loubet
- Loïc Chetout
- Loïc Desriac
- Flavien Maurelet
- Alexis Guérin